# TAP THE LAST SHOW
『TAP THE LAST SHOW』（タップ・ザ・ラスト・ショー）は、2017年制作の日本映画。

## 概要
タップダンスを題材にした映画で、水谷豊が23歳の時から40年間アイデアを温め続け、満を持して初監督と主演を務めた作品。撮影に当たって、総勢300人強の若いダンサーにオーディションを行い、5人の若手メインキャストが選ばれた。当初は水谷扮するタップダンサーを主演に撮る予定であったが、水谷の年齢を考慮し、大ケガを負い一線を退いた元タップダンサーが未来ある若者たちを導く“師弟物語”に変更された。

## あらすじ
渡真二郎はかつて天才の名をほしいままにしていたタップダンサーであったが、10数年前に公演中に大怪我を負い、ダンサー生命を絶たれてしまう。
それ以来、怪我した足を引きずり、酒におぼれる日々を送っていた渡だったが、ある日、旧知の劇場支配人の毛利が「最高の舞台で劇場を閉めたいので、その最後のショーを演出してほしい」という相談を持ちかけてくる。渡は渋々その依頼を引き受け、出演するダンサーのオーディションの審査をすることになる。
会場には様々な事情を抱えた若いダンサーたちが集まってくる。渡はオーディションの審査をするうちに、タップへの思いを彼らに託そうと決意。渡の止まった時間が再び動き出す。

## キャスト
- 渡真二郎：水谷豊
- 森華：北乃きい
- MAKOTO：清水夏生
- JUN：西川大貴
- RYUICHI：HAMACHI
- MIKA：太田彩乃
- YOKO：佐藤瑞季
- 事務員・夏木萌：さな
- アステア太郎：HIDEBOH
- 八王子のジンジャー：島田歌穂
- 田所トメ：吉田幸矢
- 吉野完治：六平直政
- 松原貞代：前田美波里
- 毛利喜一郎：岸部一徳

## スタッフ
- 監督：水谷豊
- 脚本：両沢和幸
- 音楽：佐藤淳
- 製作総指揮：早河洋
- 製作：亀山慶二、水谷晴夫、村松秀信、木下直哉、間宮登良松、浅井賢二、樋泉実
- エグゼクティブプロデューサー：西新、長井晴夫、須藤泰司
- Co.エグゼクティブプロデューサー：佐々木基
- プロデューサー：遠藤英明、菊地淳夫
- アソシエイトプロデューサー：青柳貴之
- タップダンススーパーバイザー：中川裕季子
- タップダンス監修振付：HIDEBOH
- 制作プロダクション：東映東京撮影所、東映テレビ・プロダクション
- 配給：東映
- 製作：「TAP」フィルムパートナーズ（テレビ朝日、トライサム、東映、木下グループ、東映ビデオ、メ〜テレ、北海道テレビ放送）